# Čáp sedlatý
Čáp sedlatý (Ephippiorhynchus senegalensis) je velký pták z čeledi čápovití.

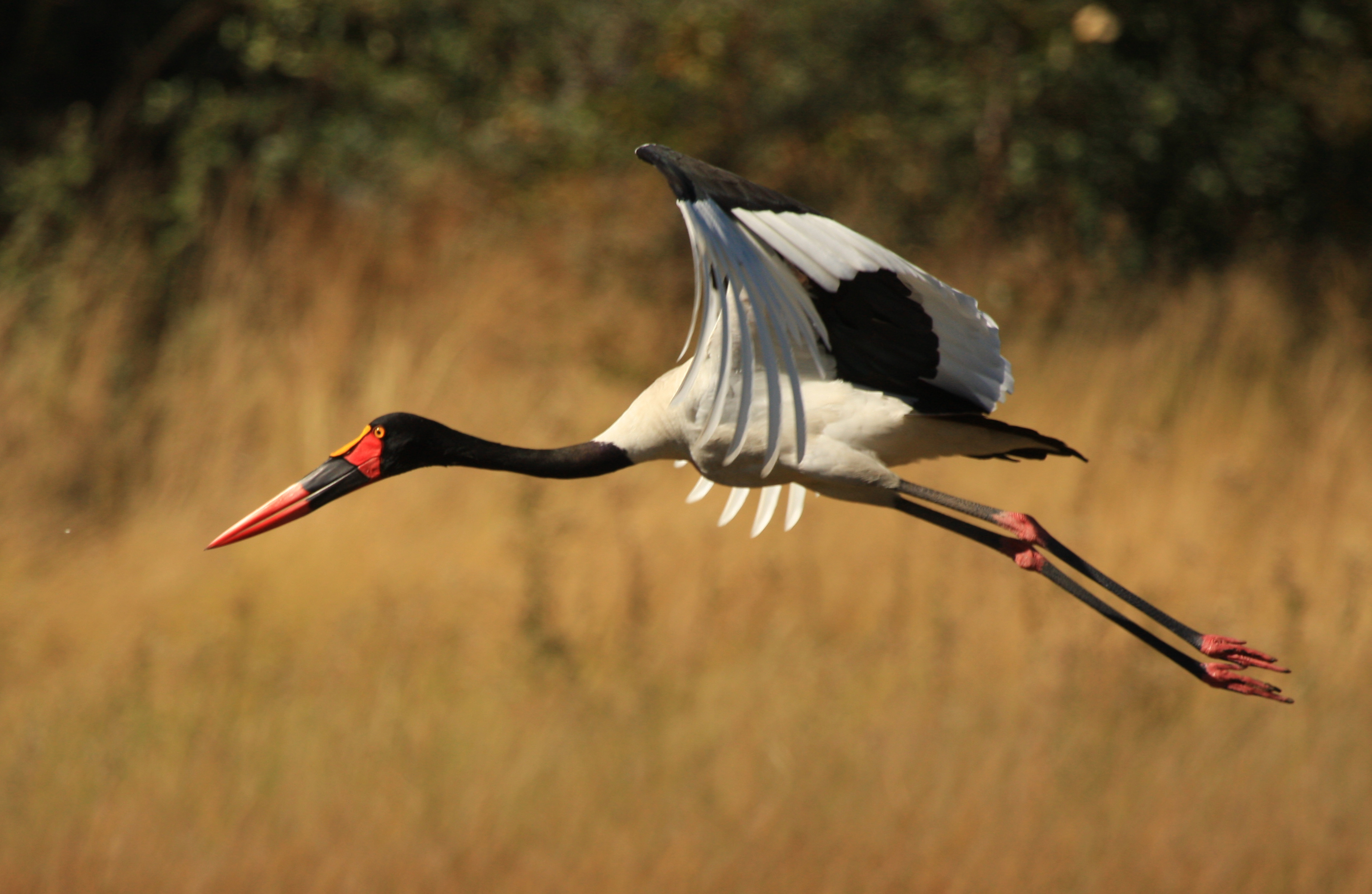
V letu

Čáp sedlatý je velký pták vysoký 150 cm a v rozpětí křídel dorůstající kolem 270 cm. Hmotnost u samců, kteří jsou větší, se pohybuje mezi 5–7,5 kg, u samic pak mezi 5–6,9 kg. Hlavu, krk, hřbet, křídla a ocas má černý, zbývající část těla je bílá. Končetiny má černé s růžovým zbarvením na kloubech a silný zobák červený s tlustým černým pruhem a žlutým „sedlem“ (odtud název). Pohlaví jsou si přitom zbarvením velice podobná, samci však mají hnědou a samice žlutou duhovku. Mladí ptáci jsou pak v porovnání s dospělci celkově hnědšího zbarvení.
Obývá rozsáhlé území subsaharské Afriky v rozmezí od Súdánu, Etiopie a Keni až po Jihoafrickou republiku, Gambii, Senegal, Pobřeží slonoviny a Čad.
Čáp sedlatý žije v párech nebo v malých rodinných skupinách. Podobně jako většina čápovitých ptáků se živí zejména rybami, obojživelníky a korýši, ale požírá také malé ptáky a plazy. Hnízdí v močálech v tropických nížinách. Velké hluboké hnízdo z větví staví na stromech a následně do něj klade 1–2 bílá vejce o hmotnosti kolem 146 g, na kterých sedí po dobu 30–35 dnů. Dalších 70–100 dnů trvá, než jsou mláďata plně opeřena.